# Венчак, Олег Васильевич
Оле́г Васи́льевич Венчак (укр. Олег Васильович Венчак; род. 25 января 1978, Глуховец, Львовская область) — украинский футболист, вратарь. Ныне тренер вратарей в клубе «Карпаты» (Львов).

## Биография
В 1995 году начал профессиональную карьеру в клубе «Скала» из Стрыя. Клуб выступал во Второй лиге. В 1999 году выступал за любительскую команду «Энергетик» из Добротвора.
Зимой 1999 года перешёл во львовские «Карпаты». В основном выступал за «Карпаты-2». В основе дебютировал 20 июня 2000 года в матче против тернопольской «Нивы» (0:1), Венчак вышел на 67 минуте вместо Богдана Стронцицкого. Всего за основу «Карпат» провёл 3 матча и пропустил 4 гола. Также Венчак принял участие в прощальном матче Богдана Стронцицкого в августе 2002 года.
В марте 2004 года перешёл на правах свободного агента в белорусский «Гомель», подписав контракт на полгода. До этого выступал за любительский коллектив «Карпаты» из Каменки-Бугской. После того, как покинул «Гомель», выступал в чемпионате Львовской области за «Карпаты» из города Турка. Зимой 2005 года побывал на просмотре в ужгородском «Закарпатье», но перешёл в хмельницкое «Подолье». Всего в команде во Второй лиге провёл 38 матчей и пропустил 64 мяча. Зимой 2007 года перешёл «Крымтеплицу» из Молодёжного. В команде стал основным вратарём, всего за 2,5 года он сыграл 42 матча. В ноябре 2008 года по обоюдному согласию Олег Венчак покинул клуб.
В июле 2009 года подписал контракт с клубом «Львов». В клубе он провёл меньше года и сыграл в 4 матчах, которые он отстоял на ноль. Весной 2010 года был в заявке фарм-клуба «Львова», команды «Львов-2», которая выступала во Второй лиге. Затем выступал за любительский клуб «Куликов» в чемпионате Львовской области.
Венчак окончил Львовский государственный университет физической культуры. Позже он работал тренером вратарей в молодёжной и второй команде львовских «Карпат». В марте 2012 года стал тренером вратарей основной команде «Карпат».

## Достижения
- Бронзовый призёр Второй лиги Украины (1): 1997/1998